# Maitai (fleuve)

La rivière Maitai  (en anglais : Maitai River) est un cours d’eau du nord de l’Île du Sud de la Nouvelle-Zélande.

## Géographie
Elle s’écoule vers l’ouest, traversant la région de collines de Bryant Range avant de traverser la ville de Nelson, pour atteindre la de baie de Tasman au niveau de « Nelson Haven». Sur cette rivière se trouve le barrage de « Maitai River Dam » qui est la principale source d’approvisionnement en eau de la ville de Nelson.